# Via Belgica
Con il termine moderno via Belgica (denominata anche Via Agrippinensis) si indica un'antica strada militare romana della Gallia Belgica, che univa Colonia Agrippina alla costa del Mare del Nord.

## Descrizione
La via Belgica iniziava a Colonia come prolungamento del decumano maggiore (l'odierna Schildergasse). Quindi passava per Iuliacum (Jülich), Coriovallum (Heerlen), Trajectum ad Mosam (Maastricht) e Aduatuca Tungrorum (Tongeren). Giunta a Bagacum (Bavay), la via si divideva in due rami: un ramo portava a Gesoriacum (Boulogne-sur-Mer) e un altro passava per Cambrai e terminava a Samarobriva (Amiens).
Inoltre, a Bavay la via Belgica incrociava il tratto della via Agrippa che da Lione e Reims giungeva a Tournai.

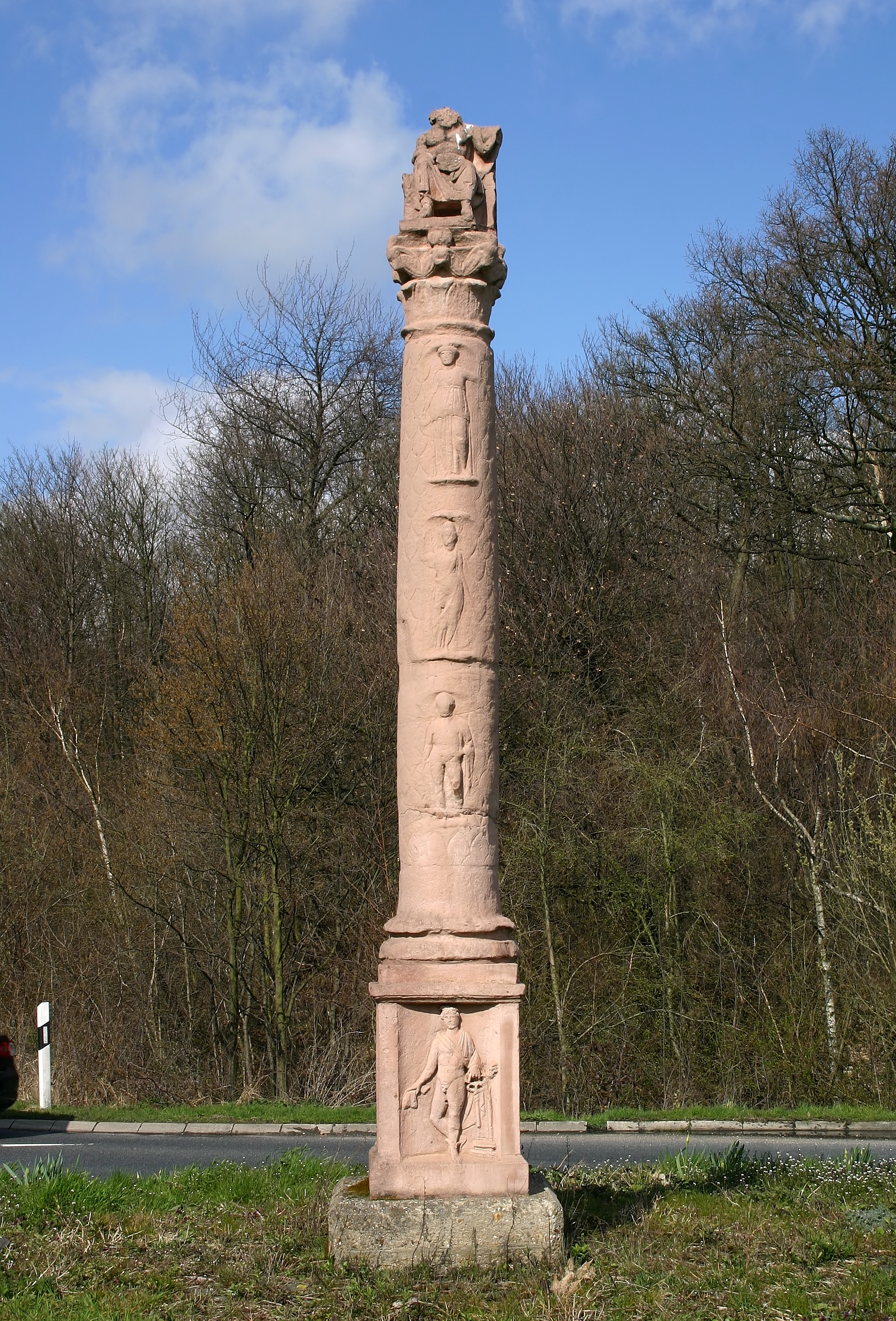
Copia di una grande colonna di Giove posta in un'isola spartitraffico sulla L 136. I resti originali furono rinvenuti nel 1970 presso la miniera di Hambach.

## Continuità del percorso
In molti tratti, la strada si conserva ancora nelle strade di oggi. In principio, essa corrisponde alla Aachener Straße (B 55), che va da Colonia a Königsdorf.
All'incrocio con la Bonnstraße, il percorso è interrotto ed è ora frammentato fra le vie di Königsdorf Bergstraße, Hohlweg e Dechant-Hansen-Allee.
Dopo il parco della Villa Pauli raggiunge la Königsdorfer Wald (foresta di Königsdorf) presso il "Klingelpütz".

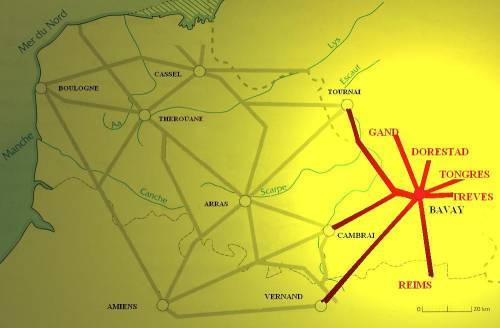
Il nodo stradale di Bagacum.

Più oltre, segue la Rote-Kreuz-Straße e la strada Im Rauland a Bergheim-Quadrath-Ichendorf; inoltre, sembra che la strada sia stata rispettata dalla costruzione dell'impianto di trattamento delle acque reflue di Quadrath-Ichendorf, perché il recinto del lato sud non corrisponde alle mappe corrisponde, ma segue invece il percorso della Via Belgica.
Segue poi come Römerstraße a Bergheim-Thorr e Elsdorf-Grouven, come Feldweg tra Grouven e Elsdorf e come Köln-Aachener-Straße a Elsdorf.
Nel prosieguo del percorso incontra l'odierna Tagebau Hambach (cava di Hambach). Prima che si scavasse questa cava profonda circa 400 m, la strada poté essere indagata archeologicamente. Si è così evidenziato che la strada era costituita da 12 strati sovrapposti. Il percorso continua quindi come Kölner Landstraße e Römerstraße da Jülich-Stetternich a Jülich. Dopo Jülich il percorso non prosegue più in corrispondenza di strade attuali.
Presso Baesweiler ne è stato scavato un tratto.
Presso Rimburg, oggi un quartiere di Übach-Palenberg, attraversa il fiume Wurm, che costituisce il confine tra Germania e Paesi Bassi.

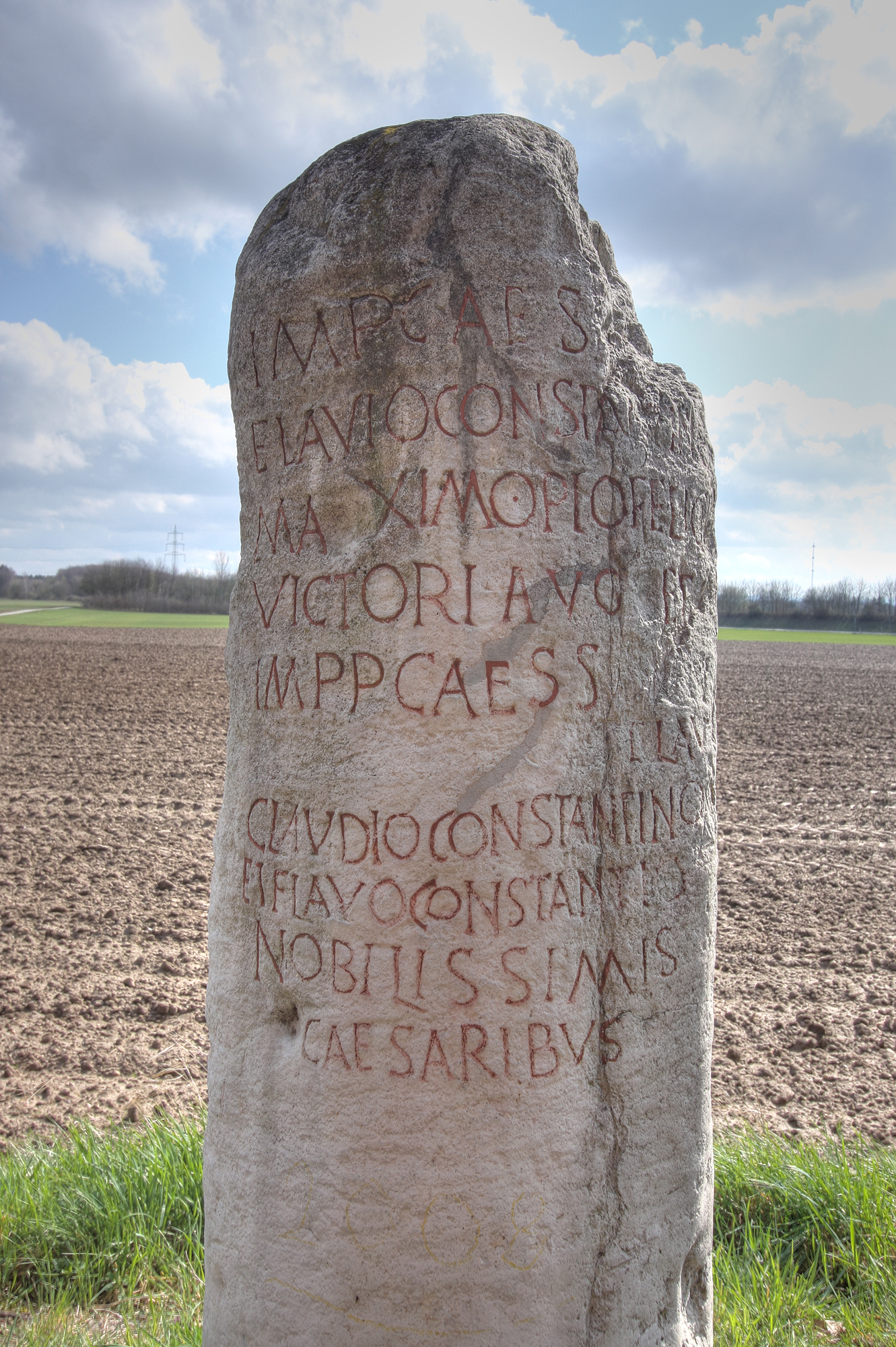
Copia di un miliario romano, situato sul bordo occidentale della Sophienhöhe. Sulla pietra miliare è indicata una distanza di XVI Leugae (35,5 km) per Colonia. Luogo di rinvenimento: Zülpich-Hoven.

## Tracce archeologiche della strada
Anche oggi lungo la strada romana si trovano ancora reperti; così, nel 2008, un cittadino rinvenne a ovest di Koslar un frammento di una pietra miliare del III/IV secolo d.C. recante l'iscrizione FILIO, che può riferirsi al Filio Augusti ("figlio dell'imperatore"). Il frammento è ora conservato nel Rheinisches Landesmuseum Bonn e esposto come esempio di impegno civile.